# 1639 w polityce

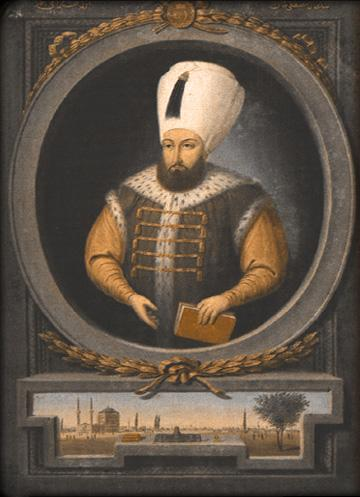
Mustafa I

Wydarzenia polityczne w 1639 roku.

## Zmarli
- 20 stycznia Mustafa I, sułtan turecki[1].